# Дуброва, Яков Павлович
Я́ков Па́влович Дубро́ва (годы жизни не известны, предположительно вторая половина XIX — до второго десятилетия XX века) — православный миссионер, учёный-этнограф, работавший в конце XIX века в течение 5 лет среди калмыков и написавший этнографические заметки о хозяйственном быте калмыцкого народа.

## Биография
Яков Дуброва закончил Казанскую духовную академию и вступил в православное миссионерское общество, занимавшееся распространением христианства среди нехристианских народов Российской империи.
В 1883 году Яков Дуброва побывал в Монголии, где жил среди калмыков, ушедших из России в 1771 году. С 1889 по 1894 год занимался миссионерской деятельностью в Большедербетовском улусе Ставропольской губернии. Здесь Яков Дуброва служил псаломщиком в миссионерском храме и работал учителем в церковно-приходской школе, одновременно посещал калмыцкие станы, знакомясь с бытом калмыков и изучая калмыцкий язык.
Яков Дуброва был действительным членом Общества археологии, истории и этнографии при Казанском университете. 20 ноября и 20 декабря 1897 года он представил свои наблюдения и дневниковые заметки на общем совете Общества археологии, истории и этнографии, после чего научным советом было принято решение опубликовать его записи. В 1899 году записи Якова Дубровы под названием «Быт калмыков Ставропольской губернии до издания закона 15 марта 1892 года» были опубликованы в Казани в Известиях Общества археологии, истории и этнографии.
После завершения миссионерской деятельности в Большедербетовском улусе Яков Дуброва был отправлен для продолжения службы на Алтай.

## Сочинения
- «Быт калмыков Ставропольской губернии до издания закона 15 марта 1892 года»
- «Поездка в Монголию в 1883 году»/ Известия Восточно-Сибирского отдела РГО, т. XV, № 1 — 2, стр. 1- 92, № 5 — 6, стр. 1 — 43, т. XVI, № 1 — 2, стр. 24 — 237
- «Женщина у монголо-бурят»

В 1998 году в Элисте в Калмыком книжном издательстве были впервые изданы записи Якова Дуброва отдельной книгой «Быт калмыков Ставропольской губернии».

## Источник
- Учёные — исследователи Калмыкии (XVII — начало XX вв.)/ Библиографический указатель, Калмыцкий институт гуманитарных исследований РАН, Элиста, Калмыцкое книжное издательство, 2006, стр. 84 — 86, ISBN 5-7539-0555-2
- Дуброва Я. П. Быт калмыков Ставропольской губернии/ Предисловие М. М. Батмаева, Элиста, 1998 г., Калмыцкое книжное издательство, стр. 4 — 8, ISBN 5-7539-0378-9